# Bracon pallidator
Bracon pallidator är en stekelart som beskrevs av Christian Gottfried Daniel Nees von Esenbeck 1811. Bracon pallidator ingår i släktet Bracon och familjen bracksteklar. Inga underarter finns listade.